# Diapensia
Diapensia ist eine Pflanzengattung aus der Familie der Diapensiaceae. Sie umfasst vier Arten.

## Beschreibung
Diapensia sind polsterartig wachsende, kompakte Kleinsträucher, die Stängel sind schlank und stark verzweigt, die Blätter sind kurzgestielt und ganzrandig. Die Blüten stehen einzeln und endständig an kleinen Zweigen oder annähernd sitzend, die Blütenstandsachsen sind nach der Blüte verlängert und von blütenschaftartiger Gestalt.
Der Kelch hat am Ansatz zwei oder drei Tragblätter, die Krone ist glockenförmig, fünfgelappt und abfallend nach der Blüte. Die Staubblätter sind am Ansatz der Krone verwachsen, die Staubbeutel sind zweifächrig, Staminodien fehlen oder sind nur rudimentär vorhanden. Der Fruchtknoten ist rund und dreifächrig, der Griffel aufrecht und fadenförmig, die Narbe ganz, mit einem Köpfchen versehen oder schwach dreilappig. Die Frucht ist eine dreifächrige Kapsel, elliptisch bis rundlich, vom bleibenden Kelch bedeckt.

## Verbreitung
Die Gattung hat ihr Zentrum im Himalaya. Diapensia lapponica ist jedoch zirkumboreal heimisch und kommt auch in Europa vor.

## Systematik
Die Gattung Diapensia umfasst vier Arten:
- Diapensia lapponica L.
- Diapensia wardii W.E. Evans: Sie kommt im südöstlichen Xizang in Höhenlagen zwischen 3200 und 3400 Metern vor.[1]
- Diapensia himalaica Hook. f. & Thomson: Sie kommt in Sikkim, Bhutan, Nepal, Myanmar, Yunnan und Xizang vor.[1]
- Diapensia purpurea Diels: Sie kommt in Sichuan und Yunnan vor.[1]